# Малый Аныб
 Малый Аныб  — деревня в Усть-Куломском районе Республики Коми в составе сельского поселения  Руч. 

## География
Расположено на левобережье реки Вычегда на расстоянии примерно 35 км по прямой от районного центра села Усть-Кулом на запад-северо-запад.  

## История
В 1960-е годы в деревне было до 28 дворов. Ныне работает крестьянско-фермерское хозяйство «Рассвет». Имеется туристическая база отдыха «Мишкин лес». 

## Население
Постоянное население  составляло 9 человек (коми 89%) в 2002 году, 4 в 2010 .